# Erlandia inopinata
Erlandia inopinata är en skalbaggsart som beskrevs av Aurivillius 1904. Erlandia inopinata ingår i släktet Erlandia och familjen långhorningar.
Artens utbredningsområde är Paraguay. Inga underarter finns listade i Catalogue of Life.